# 林登鎮區 (明尼蘇達州布朗縣)
林登鎮區（英語：Linden Township）是位於美國明尼蘇達州布朗縣的一個行政鎮區。

## 地方資料
林登鎮區的面積為93.30平方千米，當中陸地面積為91.10平方千米，而水域面積為2.20平方千米。根據2020年美國人口普查的數據，當地共有人口291人，而人口密度為每平方千米3.12人。